# Koloristik
Unter Koloristik versteht man die Bewertung und Freigabe von Farben (lat.-engl. colors).
Ursprünglich wurde darunter nur die visuelle Beurteilung verstanden. Inzwischen bezieht sich der Begriff Koloristik meist auf visuelle und/oder farbmetrische Bewertungen.

## Allgemeines
Die visuelle Bewertung war vor der Entwicklung verlässlicher farbmetrischer Messmethoden die einzige Möglichkeit zur Bewertung einer Farbe. Heutzutage stehen zwar verlässlichere Messmethoden zur Verfügung, jedoch stoßen auch diese, beispielsweise bei Effektpigmenten, schnell an ihre Grenzen. In diesen Fällen muss visuell beurteilt werden.
„Als Koloristen werden Mitarbeiter in Textilfärbereien, Lackfabriken und anderen farbgebenden Industrien bezeichnet, die für die Beurteilung der Färbungen und manchmal wohl auch von Farbzusammenstellungen zuständig sind.“

## Methodik

### Grundlagen
Bei der koloristischen Bewertung wird die jeweilige Probe immer mit einem definierten Standard verglichen. Solche Standards können beispielsweise sein:
- Farben aus einem Farbfächer, etwa RAL Classic oder NCS
- Definierte Standardmuster aus einer vorherigen Produktion
- Andere vorgegebene Farbmuster, häufig der Fall bei Erstproduktionen oder Laboreinstellungen

Je nach Herstellungsaufwand der Proben und Art des Standards werden diese jedes Mal neu ausgefärbt, als Standardausfärbung gelagert oder als elektronischer Standard in der Farbmetriksoftware gespeichert. Die letztere Methode kann logischerweise nur verwendet werden, wenn farbmetrisch eine reproduzierbare Messung erhalten werden kann.
Für die visuelle Bewertung von Farbmitteln ist die Neuausfärbung sinnvoll, da auf diese Weise Standard und Probe auf dieselbe Unterlage appliziert werden können. Dadurch fällt die optische Barriere am Rand weg und Unterschiede können besser beurteilt werden. In folgenden Fällen ist dies nicht praktikabel:
- Farbfächer – liegen nur als ausgefärbtes Muster vor
- Aufwändige Musterherstellung, etwa bei Pulverlacken – die Kosten sind zu hoch
- Mischungen von Farbmitteln – müssten selbst koloristisch eingestellt werden
- Technische Grenzen – bei Pulverlacken oder Kunststoffen ist die Applikation auf demselben Prüfkörper nicht möglich

### Beurteilung von Farben
Bei der Beurteilung von Farben wird die Farbe des aktuellen Musters mit dem Standard verglichen und bei einer Abweichung gegebenenfalls eine Nuancierung vorgenommen. Diese kann je nach Farbort des Standards und verwendetem Farbordnungsystem auf unterschiedliche Art und Weise vorgenommen werden.

### Beurteilung von Farbmitteln
Farbmittel, also farbgebende Substanzen, werden hauptsächlich bei deren Herstellung oder als Eingangsprüfung beim Verarbeiter (etwa in einer Lackfabrik) geprüft. Dabei ist die tatsächliche Konzentration in der Endanwendung je nach Formulierung unterschiedlich, also zum Prüfzeitpunkt noch unbekannt. Es reicht also nicht aus, nur eine Pigmentkonzentration zu prüfen, da die Abweichung zwischen verschiedenen Charge wiederum von der Farbtiefe abhängig sein kann.
In der Praxis wird also meist eine Weißaufhellung (Mischung mit Weiß) und ein Vollton (deckende Ausfärbung) geprüft. Die Weißaufhellung kann, aber muss sich nicht an einer Standardfarbtiefe orientieren.
Bei der Herstellung von Farbmitteln ist die Nuancierung nur dann sinnvoll möglich, wenn sich die Bewertung am Farbtonwinkel orientiert.
Die Bewertung sollte unter einer Normlichtart (meist D65 – nördliches Tageslicht) vorgenommen werden. Je nach Anwendung kann eine zweite Lichtart (etwa die Lichtarten  A – Glühlampenlicht oder F11 – Neonröhrenlicht) zum Ausschluss von Metamerie hinzugenommen werden.

## Bewertungsmethoden nach Farbtonbereich

### Unbunte Farbtöne, starke bis mittlere Aufhellungen
In diesen Bereichen verlässt man sich in der Regel auf farbmetrische Messwerte, da diese sehr zuverlässig funktionieren. Eine visuelle Bewertung wird jedoch oft zur Information hinzugenommen.

### Volltonnahe Farbtöne
Im Bereich mit hohem Chroma (C*) sind, insbesondere bei gelben Farben, farbmetrisch hohe Abweichungen visuell kaum zu sehen. In anderen Farbtonbereichen (etwa blau) verhält sich dies umgekehrt. Diese Unterschiede sind zwar prinzipiell auch bei Weißausmischungen zu sehen, jedoch ist der Effekt weniger gravierend.

### Transparente Farbtöne
Insbesondere bei nicht vollständig deckenden Farbtönen (vor allem im Gelb-, Orange- und Rotbereich) ist der Einfluss des Untergrundes zu beachten. Selbst bei völlig identischem, standardisiertem Untergrund können kleine Unterschiede in der Schichtdicke die Messung stark beeinflussen. Dies ist auch bei der visuellen Bewertung schwierig.

### Metallic-Farbtöne
Metalleffektpigmente können aufgrund ihrer Wirkungsweise (Reflexion) von herkömmlichen Farbmessgeräten nicht erkannt werden. Dies hat zur Folge, dass zwar der Basisfarbton (ohne Effektpigment) eingestellt werden kann, Unterschiede beim Effekt jedoch nicht erkannt werden. Hier wird in den meisten Fällen mit einer zusätzlichen visuellen Bewertung gearbeitet.

### Changierende Farbtöne
Noch schwieriger wird, wenn Interferenzpigmente verwendet werden, die ihre Farbe je nach Betrachtungswinkel ändern (etwa als Sicherheitsmerkmal auf dem 50-Euro-Schein). Es existieren inzwischen Messgeräte mit der Möglichkeit zur winkelabhängigen Farbmessung, eine Farbeinstellung auf Grundlage der erhaltenen Daten ist aber weiterhin schwierig. Auch hier wird in der Regel die visuelle Bewertung herangezogen.